# 朝日の陰で朝食を
『朝日の陰で朝食を』（あさひのかげでちょうしょくを）は、日本のラジオドラマ作品。シナリオバンク、プレイワークスによるプレイワークスプロジェクトラジオドラマ第2弾。

## 概要
JFN系『円都通信 -YEN TOWN REPORT-』にて、2004年5月20日から2004年5月17日まで、全5話放送。2006年1月18日にはavex traxより1万枚限定でCD（CCCD仕様）が発売された。 
脚本を担当した季東将司（きとうまさし）はこれが脚本家デビュー作となり、
「小さなカノン」（2008年徳間書店）で小説家デビューも果たしている。

## スタッフ
- 脚本: 季東将司（きとうまさし）
- 監督: 永田琴恵（ながたことえ）

## キャスト
- 室井弦子: 清水美那
- 佐々木直: 田中圭
- 室井琴子: 辻香緒里
- 室井弓子: 村川絵梨
- パルト小石: パルト小石（ナポレオンズ）

## ストーリー
大学に合格し、上京した弦子は念願の一人暮らしを始める。ところが、不動産屋の手続きの手違いで、一週間だけオンボロアパートに住むはめに。ある日、弦子がコインランドリーにいると、変な男に言い寄られてしまう。怖がる弦子の元へ助け舟が！助けてくれた青年・佐々木は弦子の隣の住人だった――。